# Dianthus fruticosus
Dianthus fruticosus är en nejlikväxtart. Dianthus fruticosus ingår i släktet nejlikor, och familjen nejlikväxter.

## Underarter
Arten delas in i följande underarter:
- D. f. amorginus
- D. f. carpathus
- D. f. creticus
- D. f. fruticosus
- D. f. karavius
- D. f. occidentalis
- D. f. rhodius
- D. f. sitiacus